# Кокс, Натан
Натан «Карма» Кокс (англ. Nathan "Karma" Cox, родился 10 июня, 1971) — наиболее известен как режиссёр музыкальных видео.

## Карьера
Кокс всегда интересовался фильмами. Уже в школе он начал снимать фильмы, используя камеру друга и фигурки Star Wars.
После съёмки нескольких короткометражных фильмов в средней школе он поступил в художественную школу Otis/Parsons School of Art and Design, чтобы улучшить навыки граффити. Несмотря на то, что в школе не было специализированных классов по фильмам, Кокс принимал участие во всех проектах, связанных с видеосъемками.
Помимо режиссуры, Кокс сильно интересуется граффити, монстрами, старыми фильмами ужасов, музыкой, и у него на теле множество татуировок, отражающих его увлечения.
Прозвище «Карма» Натан получил от своих коллег по граффити-команде:

У меня была склонность пропускать любые доводы через цикл логического мышления и сострадания. Я всегда говорил ребятам быть хорошими с другими, потому что мы все члены большой семьи, которые должны оставаться вместе. С тех пор меня прозвали «Карма».

Натан Кокс является хорошим другом Джонатана Дэвиса, вокалиста ню-метал группы Korn и тёзкой сына Джонатана. Также Натан тесно связан с группами Orgy и Coal Chamber. Он является поклонником Deadsy и в видео Linkin Park In the End можно увидеть его с белой цепью на шее, расшифровывающего масонский шифр, в результате чего одно из слов оказывается названием группы Deadsy.
Хотя Натан Кокс не так известен, как другие музыкальные режиссёры, он выиграл пару премий, включая MTV Video Music Awards.
Долгое время отличительным признаком Натана были дрэды, пока он их не состриг.
С 2006 Натан объединился с режиссёром Заком Мерком в режиссёрскую команду, которая получила название Fort Awesome. Вместе они сняли несколько видео для различных групп, включая Lacuna Coil и Bleeding Through.

## Видеография
| Год  | Название                       | Группа                  | Дополнительная информация                                                                                  |
| ---- | ------------------------------ | ----------------------- | --- |
| 1999 | «Loco»                         | Coal Chamber            | |
| 1999 | «Sugar»                        | System of a Down        | |
| 2000 | «Ty Jonathan Down»             | Videodrone              | при участии Джонатана Дэвиса                                                                               |
| 2000 | «Synthetic»                    | Spineshank              | |
| 2001 | «Angel’s Son»                  | Различные исполнители   | включая музыкантов Korn, Sevendust, Slipknot, System of a Down, Coal Chamber, Limp Bizkit, Sugar Ray и др. |
| 2001 | «Papercut»                     | Linkin Park             | совместно с Джо «Мистер Хан» Ханом                                                                         |
| 2001 | «In the End»                   | Linkin Park             | совместно с Джо «Мистер Хан» Ханом                                                                         |
| 2001 | «Cold»                         | Static-X                | совместно с Джо «Мистер Хан» Ханом                                                                         |
| 2001 | «Crashing Around You»          | Machine Head            | |
| 2001 | «I Feel So»                    | Boxcar Racer            | совместно с Томом Де Лонжем                                                                                |
| 2002 | «The Red»                      | Chevelle                | |
| 2002 | «Pitiful»                      | Blindside               | |
| 2002 | «Dem Girlz»                    | Oxide & Neutrino        | |
| 2003 | «Good Times»                   | Finger Eleven           | |
| 2003 | «Something Beautiful»          | Cauterize               | |
| 2004 | «Redefine»                     | SOiL                    | |
| 2004 | «Looks Like They Were Right»   | Lit                     | |
| 2004 | «Guilty»                       | The Rasmus              | |
| 2005 | «Vitamin R (Leading Us Along)» | Chevelle                | |
| 2005 | «Little Sister»                | Queens of the Stone Age | |
| 2005 | «The Clincher»                 | Chevelle                | |
| 2005 | «Drive Away»                   | Gratitude               | |
| 2005 | «Personal Jesus»               | Marilyn Manson          | |
| 2005 | «Liberate»                     | Disturbed               | |
| 2005 | «Alone (No More)»              | Craving Theo            | |
| 2005 | «Right Here»                   | Staind                  | |
| 2005 | «Stricken»                     | Disturbed               | |
| 2006 | «Our Truth»                    | Lacuna Coil             | совместно с Заком Мерком                                                                                   |
| 2006 | «Enjoy the Silence»            | Lacuna Coil             | совместно с Заком Мерком                                                                                   |
| 2006 | «Closer»                       | Lacuna Coil             | совместно с Заком Мерком                                                                                   |
| 2006 | «Kill to Believe»              | Bleeding Through        | совместно с Заком Мерком                                                                                   |
| 2006 | «Killing Loneliness»           | HIM                     | |
| 2006 | «Ne Ne Pok»                    |                         | |
| 2006 | «Anthem (We Are the Fire)»     | Trivium                 | |
| 2007 | «Not All Who Wander Are Lost»  | DevilDriver             | |
| 2007 | «The Running Free»             | Coheed and Cambria      | |
| 2008 | «Inside the Fire»              | Disturbed               | |
| 2008 | «Runnin' Wild»                 | Airbourne               | |

## DVD
- Music As a Weapon II — Disturbed, Unloco, Taproot и Chevelle
- Deuce — Korn

## Награды
Кокс 11 раз номинировался и дважды получал награды за свои видеоработы
Выигранные:
- MTV Video Music Awards
- Лучшее рок видео — Linkin Park: «In the End» (выиграна)

Номинации включали:
- MTV Video Music Awards
- Лучший монтаж — Metallica: «I Disappear» (номинация)
- Лучшие видео группы — Linkin Park: «In the End» (номинация)
- Видео года — Linkin Park: «In the End» (номинация)
- Лучший монтаж — Foo Fighters: «Best of You» (номинация)

Music Video Producers Association Awards:
- Режиссёрский дебют — Coal Chamber: «Loco» (номинация)
- Лучший монтаж — Foo Fighters: «Best of You» (номинация)
- Лучший монтаж — The Fray: «How to Save a Life» (номинация)

Billboard Music Video Awards:
- Лучшее хард-рок видео — System of a Down: «Sugar» (номинация)
- Лучшее хард-рок видео — Disturbed: «Stupify» (номинация)

Much Music Video Awards:
- Лучшее рок видео — Finger Eleven: «Good Times» (номинация)